# تری موگیلی
تری موگیلی (به بلغاری: Tri mogili) یک منطقهٔ مسکونی در بلغارستان است که در استان کرجالی واقع شده‌است.